# Clodomiro Picado Twight
Clodomiro Picado Twight (17. dubna 1887 San Marcos, Nikaragua – 16. května 1944 San José, Kostarika), známý také jako Clorito Picado, byl kostarický vědec a herpetolog, který se zasloužil především o výzkum jedu středoamerických hadů.
Narodil se v Nikaragui, ale roku 1890, v době, kdy mu byly tři roky, se jeho rodiče i s ním odstěhovali do města Cartago v Kostarice. Studoval zoologii a botaniku. Proslul také jako jeden z prekurzorů antibiotika penicilinu.
Vědecký ústav v San José, hlavním městě Kostariky, jenž se věnuje výzkumu jedovatých hadů a následné produkci protijedů vyvážených i do okolních zemí, nese název Instituto Clodomiro Picado, neboli Institut Clodomira Picada právě na herpetologovu počest.